# Rely Jorritsma
Aurelius Hotze Theodorus (Rely) Jorritsma (Jellum, 11 februari 1905 – Ressen, 1 oktober 1952) was een Nederlands/Fries dichter/schrijver. Hij is naast zijn literaire werk bekend geworden door de Rely Jorritsmapriis die hij bij testament in het leven heeft geroepen. Jorritsma was vegetariër en was lid van de Rein Leven Beweging.
Jorritsma werd geboren als eerste kind van de rijke boer en kandidaat meester in de rechten Hotze Jorritsma en Emilie Rappard, dochter van een pensionhouder. Het huwelijk van de ouders was ongelukkig en de vader was alcoholist. Na de geboorte van Jorritsma's zusje Emilie (1908) leefden de ouders langs elkaar heen. Op de lagere school bleef Jorritsma een keer zitten. Zijn vader, die hem voor het overgaan een paard had beloofd, gaf hem toen een ezel. Na de lagere school doorliep Jorritsma de HBS op drie verschillende scholen en nadat hij was vrijgeloot voor militaire dienst schreef hij zich in 1924 in als student Nederlands aan de Katholieke Universiteit Nijmegen. Zijn ouders waren in 1922 al naar Nijmegen verhuisd en Jorritsma had er het laatste HBS-jaar gevolgd. In 1926-1927 volgde hij in Arnhem een literaire leergang. In 1929 en 1930 werkte hij bij het Utrechtsch Dagblad als leerling-verslaggever en vervolgens was hij nog een tijdje volontair in een boekhandel in Utrecht. Vanaf mei 1931 woonde hij weer in Nijmegen.
Jorritsma keerde de literatuur voorlopig de rug toe en legde zich toe op tekenen en schilderen. Tot 1934 volgde hij de Middelbare Tekenschool Kunstoefening in Arnhem waar hij de L.O.-akte tekenen haalde. Omdat hij in 1934 was gezakt voor het toelatingsexamen van de Rijksakademie in Amsterdam, ging hij naar de academie in Antwerpen. Hij koos al snel voor een particuliere opleiding. Zijn leermeester was de Antwerpse kunstschilder Albert Thijs. Op 20 juli 1935 keerde Jorritsma weer naar huis terug.
Nadat hij naar zijn vader in Nijmegen was teruggekeerd (zijn moeder was in 1934 overleden), had Jorritsma veel contact met een groep jonge kunstenaars. Hij exposeerde in 1935 met hen en ze gaven onder de naam Zwarte Kraaien een literair tijdschrift uit. Gedichten uit zijn Arnhemse studententijd werden opgenomen in het blad Jonge Kunst. Rond deze tijd verdiept hij zich in IJsland en Ierland en enige tijd wilde hij kunstschilder in Ierland worden, maar hij bleef in Nijmegen wonen, waar zijn vader in 1942 overleed. Nadat het ouderlijk huis door de Duitsers was gevorderd, verbleef Jorritsma op verschillende adressen in Nijmegen.
Omdat hij leed aan multiple sclerose en moest worden verzorgd, kwam hij in de herfst van 1950 in Klein Jagtlust in Oranjewoud terecht. De schrijvers Douwe Kalma en Anne Wadman kwamen hem daar opzoeken. In de nazomer van 1952 verhuisde Jorritsma naar Ressen, waar hij op 47-jarige leeftijd overleed. Hij is begraven op de Nijmeegse begraafplaats Rustoord.

In zijn testament bepaalde Jorritsma dat zijn nalatenschap moest worden beheerd door de gemeente Baarderadeel en dat de opbrengst moest worden besteed aan een jaarlijkse prijs voor verhalen of gedichten in het Fries. Na de gemeentelijke herindeling van 1984 heeft de gemeente Littenseradeel de verantwoordelijkheid voor de Rely Jorritsmapriis overgenomen.

## Werken
Op 24 april 1926 verscheen het eerste Friese gedicht van Jorritsma in Slucht en Rjucht. Hij had het al in 1924 geschreven en naar het tijdschrift opgestuurd, maar het was toen niet geplaatst. Op initiatief van medewerker Reinder Brolsma werd het gedicht twee jaar later alsnog geplaatst. Jorritsma beschouwde Brolsma sindsdien als zijn ontdekker.

Jorritsma publiceerde verder onder andere in de Leeuwarder Courant, It Heitelân, De Bolder en Regeneratie. Na de oorlog had hij de historische rubriek Tussen Maas en Rijn in de Nijmeegse Courant.
Van Jorritsma zijn, naast diverse proza-stukken, zo'n 170 Friese gedichten verschenen in verschillende tijdschriften. Zijn Friese gedichten zijn nooit gebundeld. Uit de aantekeningen die Jorritsma heeft nagelaten blijkt dat hij dat wel van plan is geweest, maar het is er niet van gekomen. Alleen de Nederlandstalige bundel Idille in het Nederrijk is in boekvorm verschenen. Na zijn dood is wel een bloemlezing uit zijn gedichten gepubliceerd.